# Adolf Friedrich von Schack

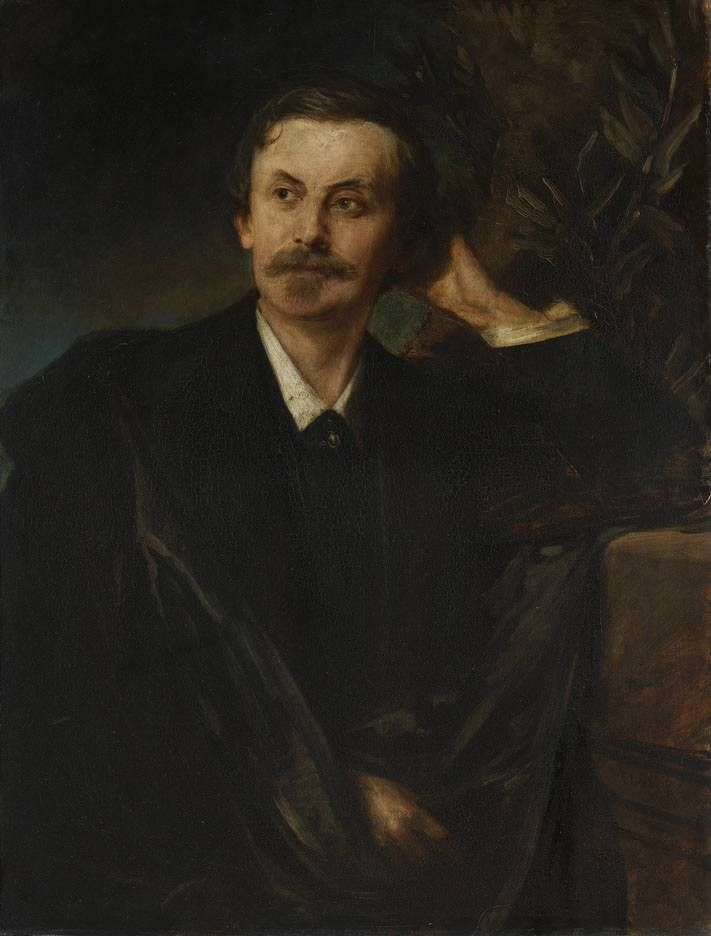
Adolf Friedrich von Schack (Gemälde von Lenbach, 1875)

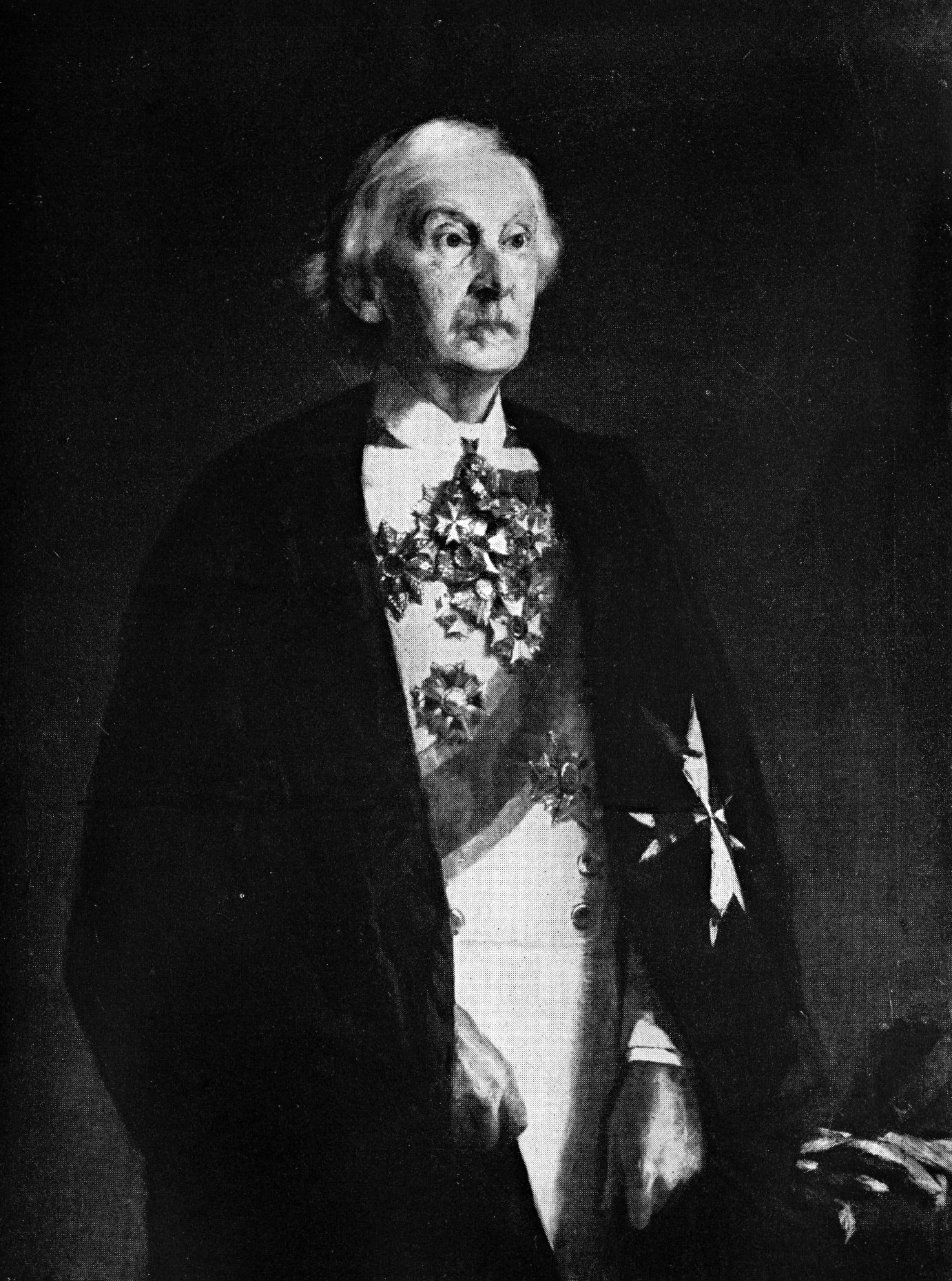
Adolf Friedrich Graf von Schack, 1894

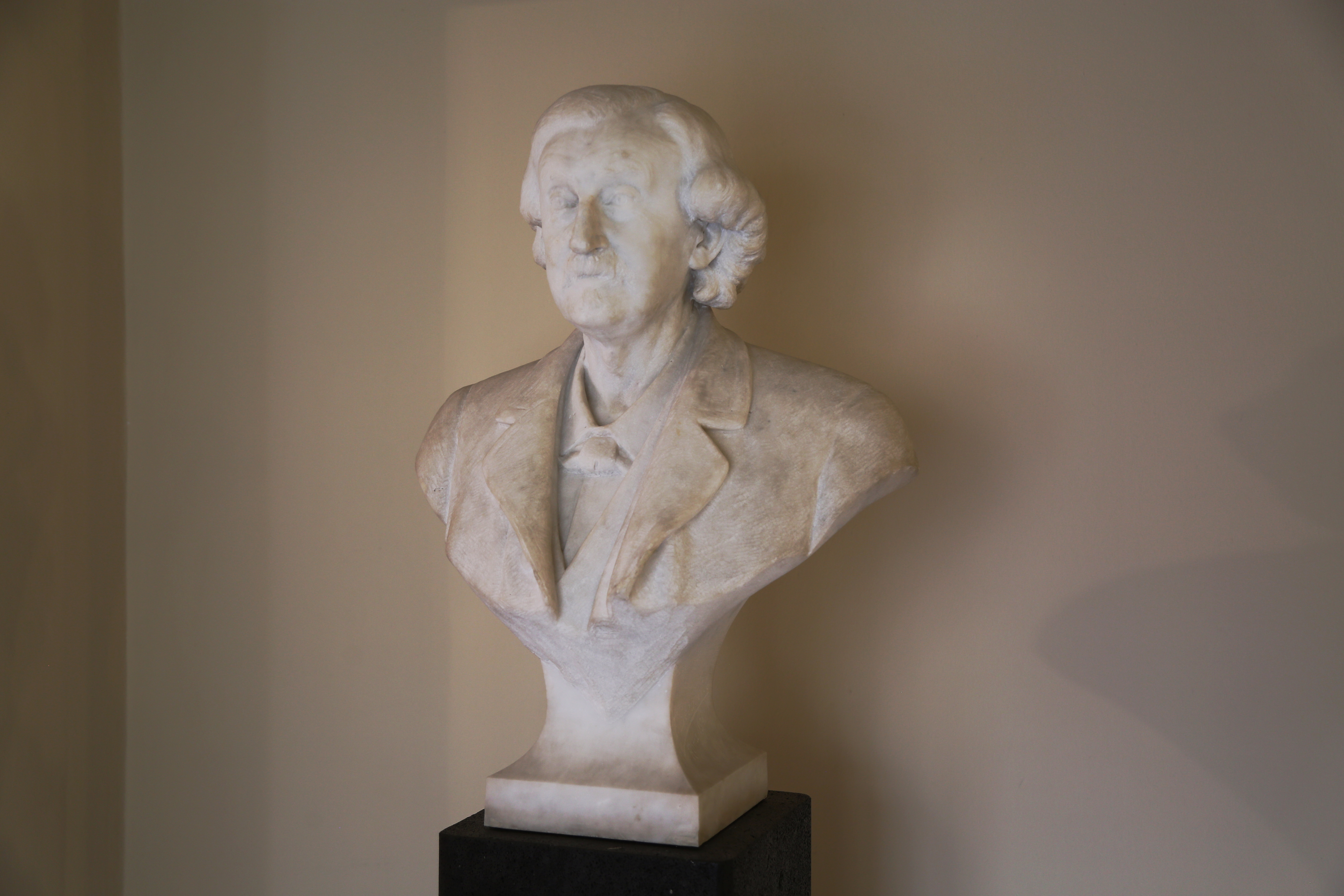
Ferdinand Seeboeck: Adolf von Schack 1894

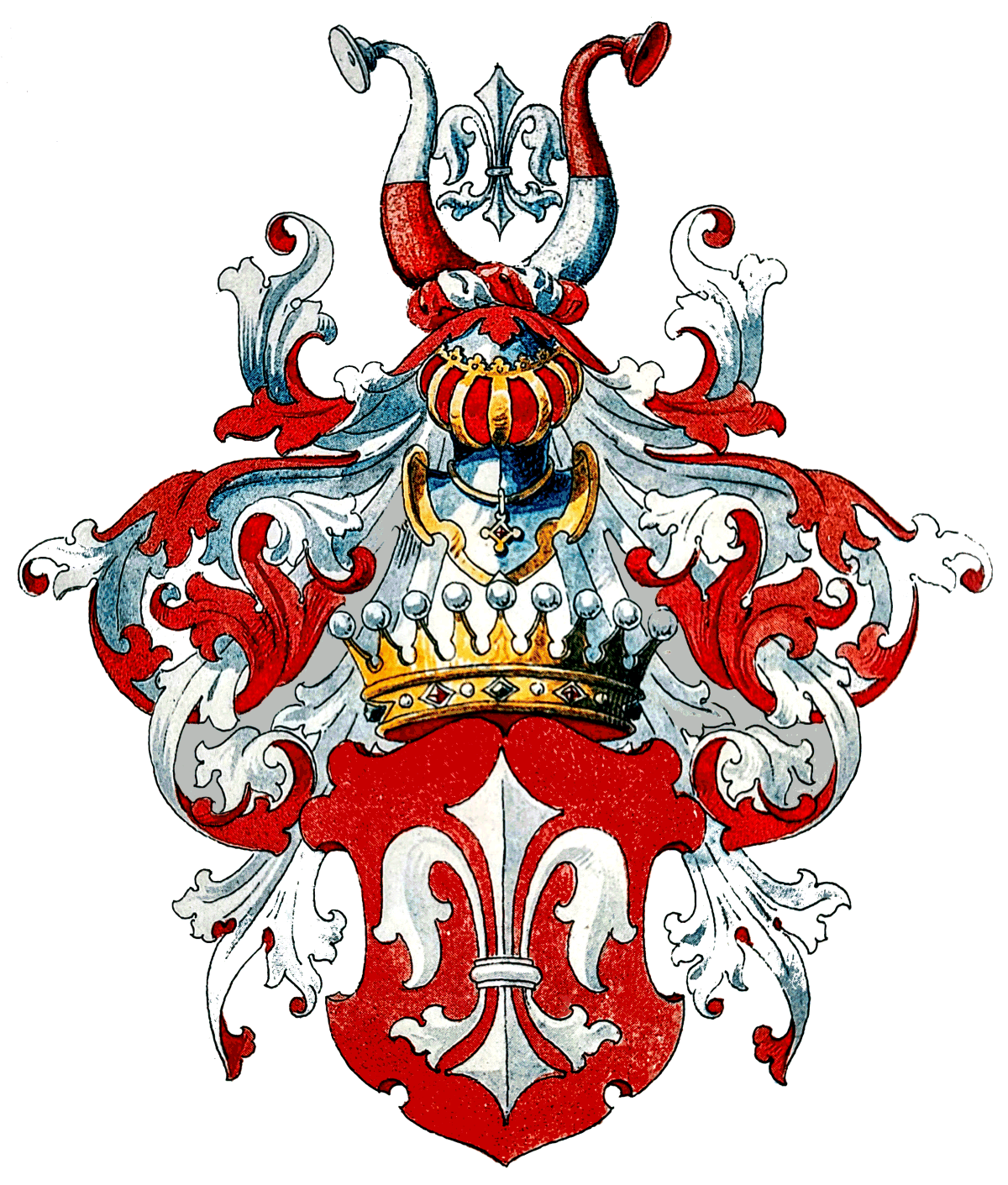
Grafenwappen für Adolf Friedrich von 1876

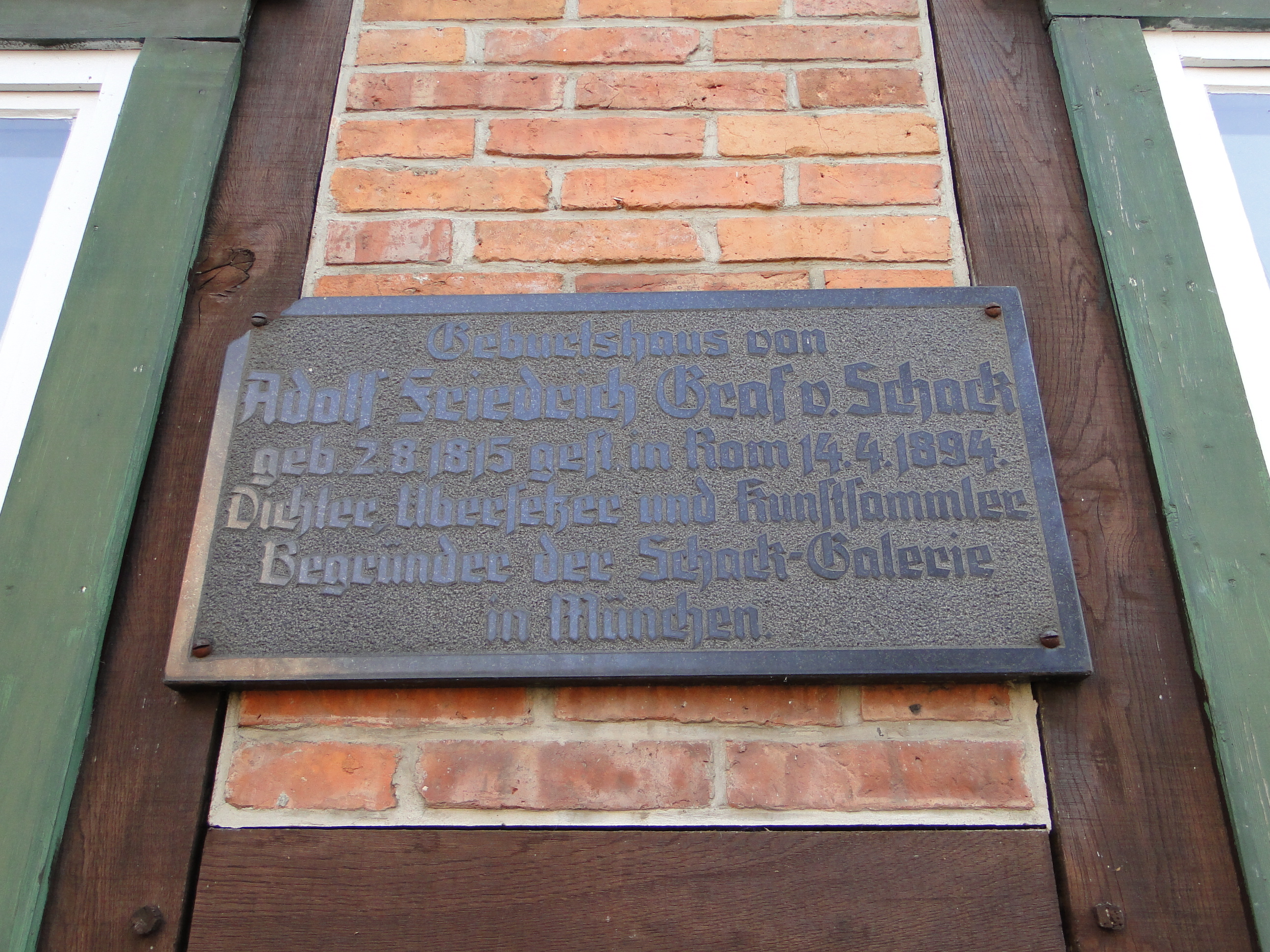
Gedenktafel am Geburtshaus Schacks nahe der Schelfkirche in Schwerin

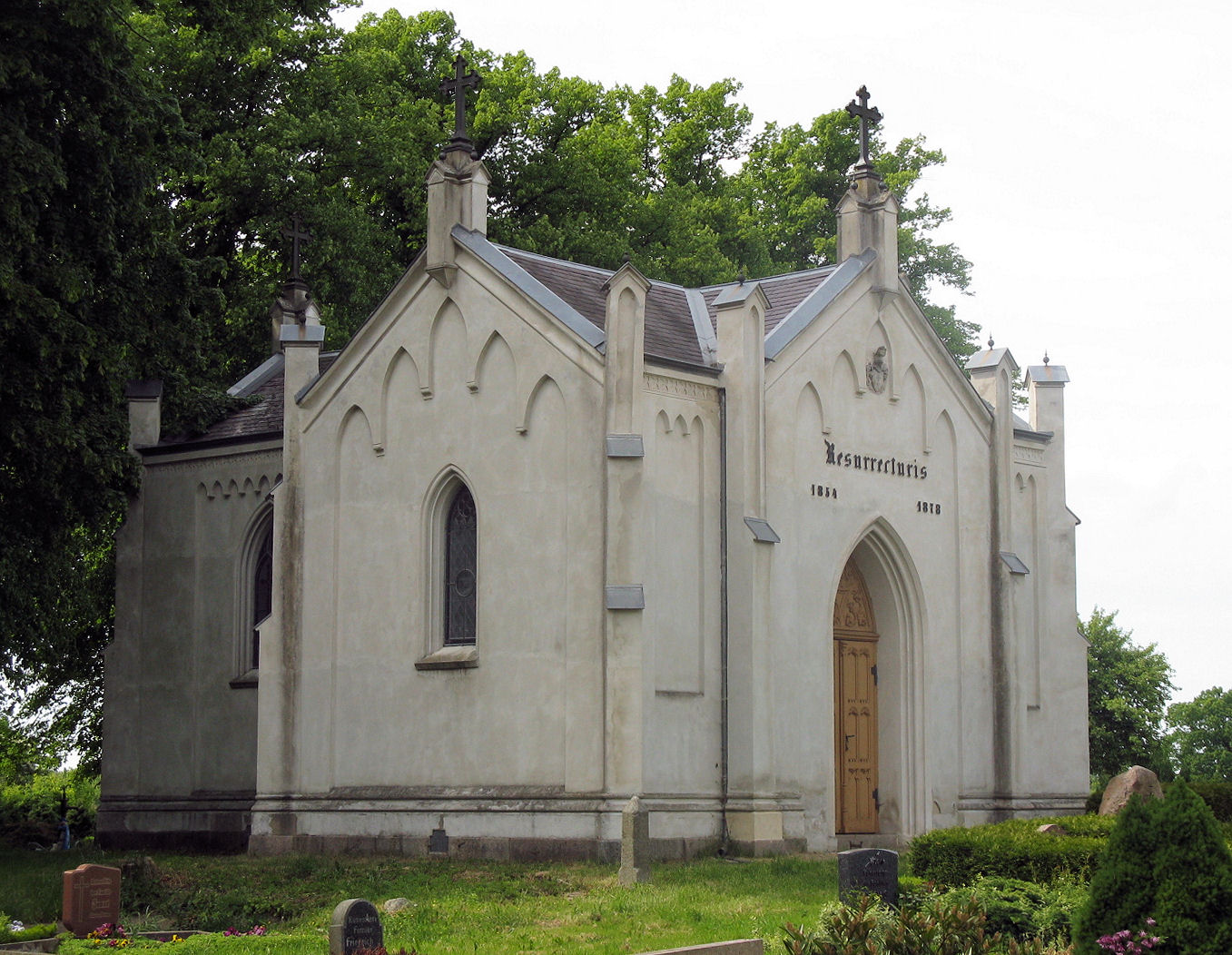
Begräbnisstätte Schacks: die Familiengruft in Stralendorf

Adolf Friedrich von Schack, seit 1876 Adolf Friedrich Graf von Schack (* 2. August 1815 in Schwerin; † 14. April 1894 in Rom), war ein deutscher Dichter, Kunst- und Literaturhistoriker.

## Leben
Adolf Friedrich von Schack entstammte dem niedersächsischen Adelsgeschlecht Schack. Er wurde als Sohn des Juristen und späteren mecklenburgischen Bundestagsgesandten Adam Reimar Christoph von Schack (1780–1852) und dessen Ehefrau Wilhelmine, geb. Kossel (1792–1869), in der zu Schwerin gehörenden Schelfstadt geboren. Sein Geburtshaus blieb bis heute erhalten.
Seine Schulzeit verbrachte von Schack in Halle und Frankfurt am Main, wo er Englisch, Italienisch und Spanisch lernte sowie sich mit der persischen Sprache beschäftigte. Zwischen 1835 und 1838 unternahm er längere Reisen in die Schweiz, Südfrankreich und Italien. Der Besuch der italienischen Galerien weckte in ihm das Interesse für Malerei, das durch Treffen mit Carl Friedrich von Rumohr noch vertieft wurde.
Zwischen 1833 und 1838 studierte er Jura in Bonn, Heidelberg und Berlin. Während dieser Zeit lernte er zusätzlich Sanskrit und Arabisch. Im Anschluss trat er in den preußischen Staatsdienst und wurde an das Kammergericht Berlin berufen. Sein dortiges Referendariat unterbrach er allerdings bald für eine fast zwei Jahre dauernde Reise nach Griechenland, Ägypten und Spanien sowie ins Osmanische Reich, wo er Jerusalem, Damaskus und Beirut besuchte.
1840 kehrte er nach Deutschland zurück, wo er in Frankfurt am Main als Legationssekretär bei der mecklenburgischen Bundestagsgesandtschaft arbeitete. 1849 wurde er als Mitarbeiter im Staatsdienst des Großherzogtums Oldenburg nach Berlin entsandt. Diesen diplomatischen Posten hatte er bis 1852 inne und kehrte dann zu seinem Gut in Zülow in Mecklenburg zurück. Er hatte sich 1845 in dem Stralendorf benachbarten Ort Zülow ein neues Gutshaus im spätklassizistischen Stil bauen lassen.
1852 ging er nach Spanien, um die Geschichte der Mauren zu studieren und sich weiter mit der spanischen Literatur zu befassen.
1856 zog er nach München. Dort wurde er 1856 zum Ehrenmitglied der Akademie der Wissenschaften ernannt. Als Mäzen förderte er junge Künstler wie Franz von Lenbach, Hans von Marées, Arnold Böcklin oder Anselm Feuerbach, indem er ihnen Aufträge erteilte oder ihre Gemälde kaufte. So baute er eine Sammlung aus Kopien von Werken alter Meister und originalen Gemälden des 19. Jahrhunderts auf. Die Sammlung Schack ist, obwohl er sie Kaiser Wilhelm II. vermachte, immer noch in München beheimatet.
Vor allem sein Werk Poesie und Kunst der Araber in Spanien und Sicilien gilt als wichtiger Beitrag der Kunst- und Literaturgeschichte. 1886 wurde ein großer Teil seiner Arbeiten in Gesammelten Werken (sechs Bände) herausgegeben. Ein Jahr später veröffentlichte von Schack seine Autobiografie unter dem Titel Ein halbes Jahrhundert, Erinnerungen und Aufzeichnungen. Posthum erschienen 1896 noch Nachgelassene Dichtungen.
Schack fand seine letzte Ruhestätte in der Familiengruft in dem 1853 im neugotischen Stil errichteten Mausoleum auf dem Kirchhof in Stralendorf bei Schwerin. War das Mausoleum als Kulturdenkmal noch 1987 vom Abriss bedroht, begannen 1991, gemeinsam durch die Kirchgemeinde, den Bürgermeister und die Denkmalpflege, erste Sicherungs- und Sanierungsarbeiten.
Erbe seiner Begüterung und somit des Grafentitels wurde sein Neffe Ulrich von Schack.

## Ehrungen
- Schack wurde 1881 Ehrenbürger der Stadt München.
- In München, Stadtteil Schwabing, wurde im Jahr 1897 die Schackstraße nach dessen Familienname benannt.[6]
- Die Graf-Schack-Allee in Schwerin wurde nach ihm benannt.
- An seinem Geburtshaus Lindenstraße Nr. 9 in Schwerin erinnert eine Gedenktafel.

### Orden und Ehrenzeichen
- Hausorden der Wendischen Krone, Großkomtur[7]
- Medaille für Kunst und Wissenschaft (Mecklenburg-Schwerin)
- Johanniterorden, Rechtsritter
- Orden der Eisernen Krone (Österreich), Ritter II. Klasse
- Verdienstorden vom Heiligen Michael (Bayern), Großkreuz
- Bayerischer Maximiliansorden für Wissenschaft und Kunst
- Orden Karls III., Komtur I. Klasse
- Orden de Isabel la Católica, Encomienda de Numero (Großoffizier)
- Ehrenlegion, Chevalier
- Erlöser-Orden, Großkommandeur
- Orden vom Zähringer Löwen, Ritter I. Klasse
- Großherzoglich Hessischer Ludwigsorden, Kommandeur II. Klasse
- Oldenburgischer Haus- und Verdienstorden des Herzogs Peter Friedrich Ludwig, Großkreuz
- Sonnen- und Löwenorden, Großoffizier (in Brillanten)
- Nişan-i İftihar (in Brillanten)
- Mecidiye-Orden, II. Klasse

## Werke (Auswahl)

### Gedichte und Dramen
- Gedichte. Hertz, Berlin 1866. (Digitalisat)
- Durch alle Wetter. Roman in Versen. Hertz, Berlin 1870. (Digitalisat)
- Die Pisaner. Hertz, Berlin 1872. (Digitalisat)
- Das erste Liebeswort (1867)
- Der Kaiserbote. Wild, München 1871. (Digitalisat)
- Cancan. Komödie in fünf Akten. Brockhaus, Leipzig 1873. (Digitalisat)
- Ebenbürtig. Roman in Versen. Cotta, Stuttgart 1876. (Digitalisat)
- Heliodor. Dramatisches Gedicht. Cotta, Stuttgart 1878. (Digitalisat)
- Lotosblätter Neue Gedichte. Cotta, Stuttgart 1883.
- Memnon. Eine Mythe. Cotta, Stuttgart 1885. (Digitalisat)
- Walpurga und Der Johanniter. Zwei Trauerspiele. Cotta, Stuttgart 1887.
- Gesammelte Werke (6 Bände, 1883)
- Nachgelassene Dichtungen. Herausgegeben von G. Winkler. Cotta, Stuttgart 1896. (Digitalisat)

### Kunst- und Literaturgeschichte
- Geschichte der dramatischen Literatur und Kunst in Spanien. Frankfurt a. M., Baer. 3 Bände, 1845–1846. (Digitalisat Band 1), (Band 2), (Band 3), (Digitalisat Nachträge)
- Poesie and Kunst der Araber in Spanien und Sicilien. Hertz, Berlin 1865. (Digitalisat Band 1), (Band 2)

### Übersetzungen
- Spanisches Theater (1845)
- Heldensagen von Firdusi. Zum ersten Male metrisch aus dem Persischen übersetzt nebst einer Einleitung über das Iranische Epos. Verlag von Wilhelm Hertz, Berlin 1851 (Digitalisat bei Google Books)
  - 2.[,] vermehrte Auflage. Hertz, Berlin 1865 (Digitalisat).
- Epische Dichtungen von Firdusi […]. 2 Bände. Berlin 1853
- Stimmen vom Ganges (1857)

Obgleich von Schack in seinen Erinnerungen nichts dergleichen erwähnt, haben ihn Susanne Schmid und Michael Rossington in ihrem Buch The Reception of P. B. Shelley in Europe (Bloomsbury Publishing, 2008, S. 342) als den hinter dem Pseudonym „Felix Adolphi“ stehenden Übersetzer des Trauerspiels in fünf Akten Die Cenci von Percy Bysshe Shelley identifiziert.

### Autobiografisches
- Ein halbes Jahrhundert. Erinnerungen und Aufzeichnungen (3 Bände, 1888), Digitalisat Band 1, Digitalisat Band 2, Digitalisat Band 3.
- Meine Gemäldesammlung (1894), Digitalisat.

### Sekundärliteratur
- Hela Baudis: Aristokratischer Bildungseuropäer von Format MM Regionalbeilage der SVZ 1994, Nr. 8. S. 15. ZDB 43291-x.